# 175 років створення Кирило-Мефодіївського товариства (монета)
«175 ро́ків ство́рення Кири́ло-Мефо́діївського товари́ства» — пам'ятна монета номіналом 5 гривень, випущена Національним банком України, присвячена українській таємній організації, що виникла в Києві наприкінці 1845 року, що було одним з проявів піднесення національного руху та активізації загальнослов'янського руху. Кирило-Мефодіївському товариству належить визначне місце в розвитку національно-політичної та історичної думки, становленні української ідеї. Провідну роль в товаристві відігравали: М. Костомаров, П. Куліш, Т. Шевченко, М. Гулак, Г. Андрузький, В. Білозерський.
Монету введено в обіг 26 листопада 2020 року. Вона належить до серії «Інші монети».

## Опис монети та характеристики
| Номінал грн. | Метал      | Маса, г | Діаметр, мм | Якість виготовлення       | Гурт     | Тираж, штук |
| ------------ | ---------- | ------- | ----------- | ------------------------- | -------- | ----------- |
| 5            | нейзильбер | 16,54   | 35,0        | спеціальний анциркулейтед | рифлений | 30 000      |

### Аверс
На аверсі монети розміщено: угорі на дзеркальному тлі — малий Державний Герб України, по обидва боки від якого — «2020», над гербом — напис «УКРАЇНА»; під гербом — номінал монети «5/ГРИВЕНЬ»; по обидва боки від герба та написів — стилізовані пагони з листками; написи на матовому тлі: «КNИГИ/ БУТТЯ/ УКРАЇN-/СЬКОГО/ NАРОДУ» (ліворуч), «СТАТУТ/ СЛОВ'ЯN-/СЬКОГО/БРАТСТВА/СВ. КИРИЛА/ І МЕФОДІЯ» (праворуч); логотип Банкнотно-монетного двору Національного банку України (унизу).

### Реверс
На реверсі монети на дзеркальному тлі зображено портрети членів товариства: Т. Шевченка (ліворуч), М. Костомарова (по центру), П. Куліша (праворуч), унизу — відбиток сургучевої печатки; написи: «КИРИЛО-МЕФОДІЇВСЬКЕ ТОВАРИСТВО» (угорі півколом), «175/РОКІВ» (над портретами), «ТАРАС ШЕВЧЕНКО» (під портретом Т. Шевченка), «МИКОЛА КОСТОМАРОВ» (під портретом М. Костомарова), «ПАНТЕЛЕЙМОН КУЛІШ» (під портретом П. Куліша), цитата з Євангелія від Івана: «І ПІЗНАЄТЕ ІСТИНУ, І ІСТИНА ВИЗВОЛИТЬ ВАС» (півколом над відбитком печатки з посиланням на рядок 32 глави 8 Євангелія (Ів. 8:32).

## Автори

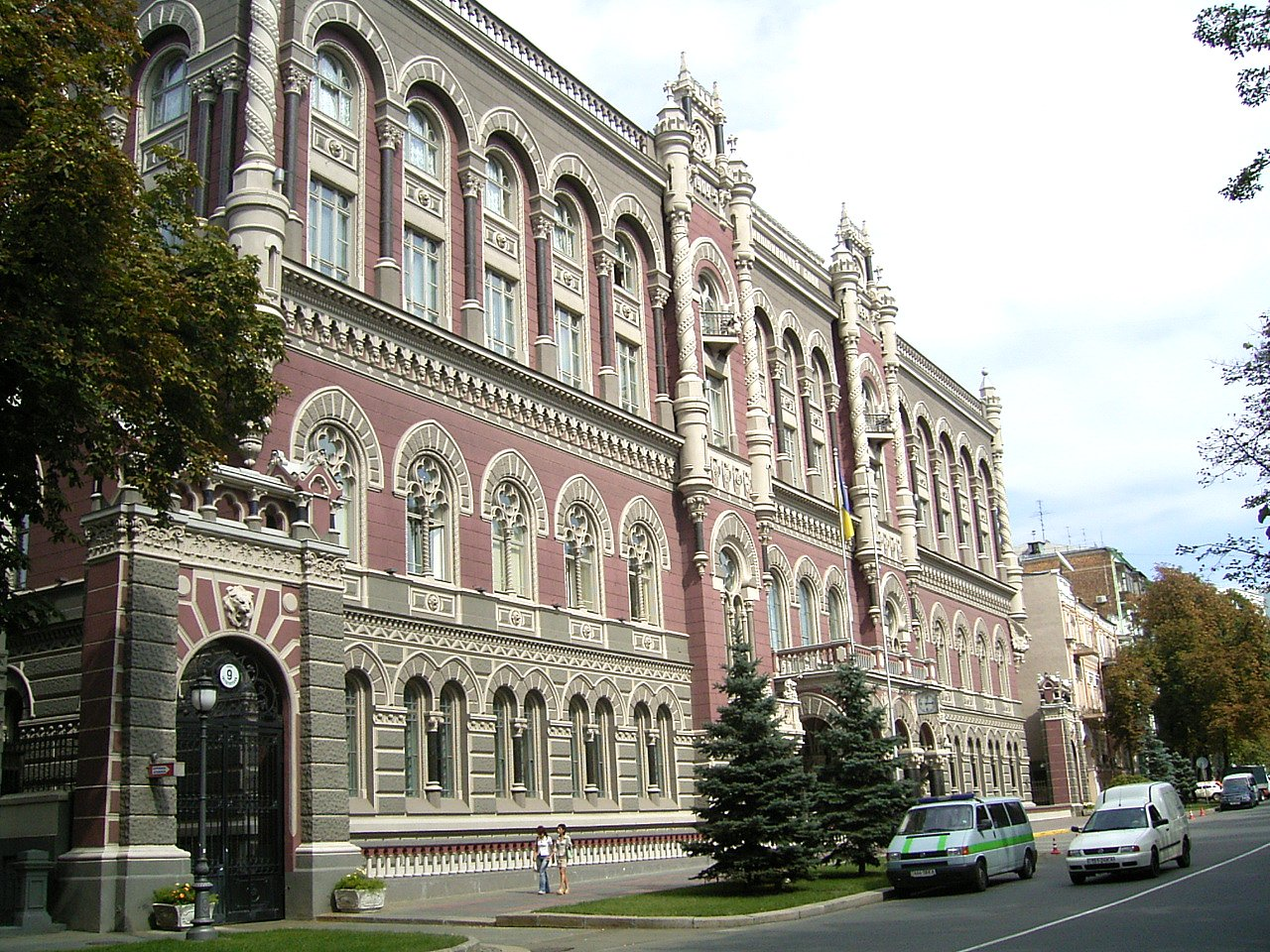
Будівля Національного банку України

- Художники: Таран Володимир, Харук Олександр, Харук Сергій.
- Скульптори: Дем'яненко Володимир, Атаманчук Володимир.

## Вартість монети
Під час введення монети в обіг 2020 року, Національний банк України реалізовував монету за ціною 40 гривень.
Фактична приблизна вартість монети, з роками змінювалася так:
| Рік        | 2021 | 2022 | 2023 | 2024 | 2025 |
| ---------- | ---- | ---- | ---- | ---- | ---- |
| Ціна, грн. | 55   | 60   | 100  | 170  | 180  |